# Régis Vogelene
Pour les articles homonymes, voir Régis.
Régis Vogelene de son vrai nom Régis Merad est un musicien français né le 18 avril 1970 à Belfort. Pianiste, guitariste, auteur, compositeur et interprète.
Également compositeur pour le cinéma avec 4 bandes originales de courts-métrages et la bande originale d'un long-métrage.

## Biographie
Après avoir grandi près de Montpellier et effectué des études de sciences à la faculté, Régis Vogelene devient pianiste de bar à La Grande-Motte puis à Montpellier. Il y jouera pendant quelques années et jouera ensuite comme batteur dans le groupe « Cannelle » avant de s'atteler à l'écriture de ses premières chansons en 1995.
C'est à cette même date qu'il dépose ses premières chansons à la Sacem.
Il fait ses premiers pas sur scène à Paris, au théâtre du Tourtour. Il chante durant deux ans au Caveau de la Bohème avant de préparer la sortie de son premier album en 2000, Et Dieu créa l'infâme.
Durant cette période, il fait la rencontre de Gauthier Philippon avec qui il écrit la chanson « Le festin du Roy » qui quelques années plus tard sera éditée dans l'album Les Mains d'Orlac.
C'est en 2001 après son concert donné au Café de la Danse, qu'il décide de s'arrêter pour se consacrer uniquement à l'écriture.
En 2005, il enregistre avec le Belledonne Big Band un Maxi CD 2 titres « Sombreros » ou il confiera pour la « face B » le ré-arrangement de son premier Reggae qu'il décide de monter en Reggae-Gospel.
Cette influence, née de sa rencontre avec les Frères de la rue, un ensemble Reggae goumbé du Mali, le poussera à écrire un album Reggae de 21 titres
- En 2006, Régis Vogelene est revenu avec un nouvel opus, Les Mains d'Orlac, enregistré avec la complicité du Belledonne Band

- En 2011, Régis Vogelene signe la composition aux côtés de Jiri Heger et Anne-Sophie Versnaeyen de la bande originale du premier long-métrage Requiem pour une tueuse de Jérôme Le Gris.
- En 2013, Régis Vogelene crée aux côtés de Bobby Yul un hommage à Ray Charles accompagné d'un nouveau band, "The Rider's Band". Ils interprètent tous les plus grands succès de Ray pour une tournée qui a débuté dans le 9e à Paris.

## Le Belledonne Band
Ses compagnons de route :
- Marc Bénard et Julien Tékeyan, batterie.
- Sylvain Courteix, basse, trombone, violoncelle.
- Nicolas Mariotti, Harmonica, clarinette, guimbarde.
- Pierre-Eddy Santacreu, Guitare.
- Aude-Marie Duperret, alto.
- Reine Collet, violon.
- Marianne Boucher, alto.
- Thierry Chevallier, alto.

## Discographie
- 2006 : Les Mains d'Orlac (Album 16 titres)
- 2005 : Sombreros (Maxi CD 2 titres)
- 2000 : Et Dieu créa l'infâme (CD 5 titres)

## Cinématographie
- 2011 : Bande originale du film Requiem pour une tueuse (Long-métrage) de Jérôme Le Gris
- 2002 : Bande originale du film Paraboles (Court-métrage) de Rémi Bezançon
- 2000 : Bande originale du film Les brigands (Court-métrage) de Jérôme Le Maire
- 1999 : Bande originale du film Sous-sols (Court-métrage) de Jérôme Le Maire
- 1996 : Bande originale du film La vieille (Court-métrage) de Jérôme Le Maire